# Matilde de Dammartín
Matilde de Dammartín, (1202-enero de 1259), condesa de Dammartin, de Boulogne (Matilde II) y de Aumale de 1216 a 1259, fue reina consorte de Portugal (1248-1253).

## Primeros años
Era hija de Renaud de Dammartín, conde de Dammartin, y de Aumale, y de su esposa, la condesa de Boulogne Ida de Lorena. Tras la muerte de sus padres Matilda fue la única heredera del Condado de Boulogne.

## Primer matrimonio
Durante la batalla de Bouvines su padre fue vencido y arrestado y Felipe II de Francia se hizo con el control del Boulonnais y casó a Matilde en 1218 con su hijo Felipe Hurepel de Clermont, conde de Clermont-en-Beauvisis. Tuvieron dos hijos:
- Juana (1219-1252), casada con Gaucher de Châtillon, conde de Nevers, sin descendencia.
- Alberico (1222-1284), conde de Clermont, que dejó todas sus posesiones en manos de su hermana para instalarse en Inglaterra.

## Segundo matrimonio

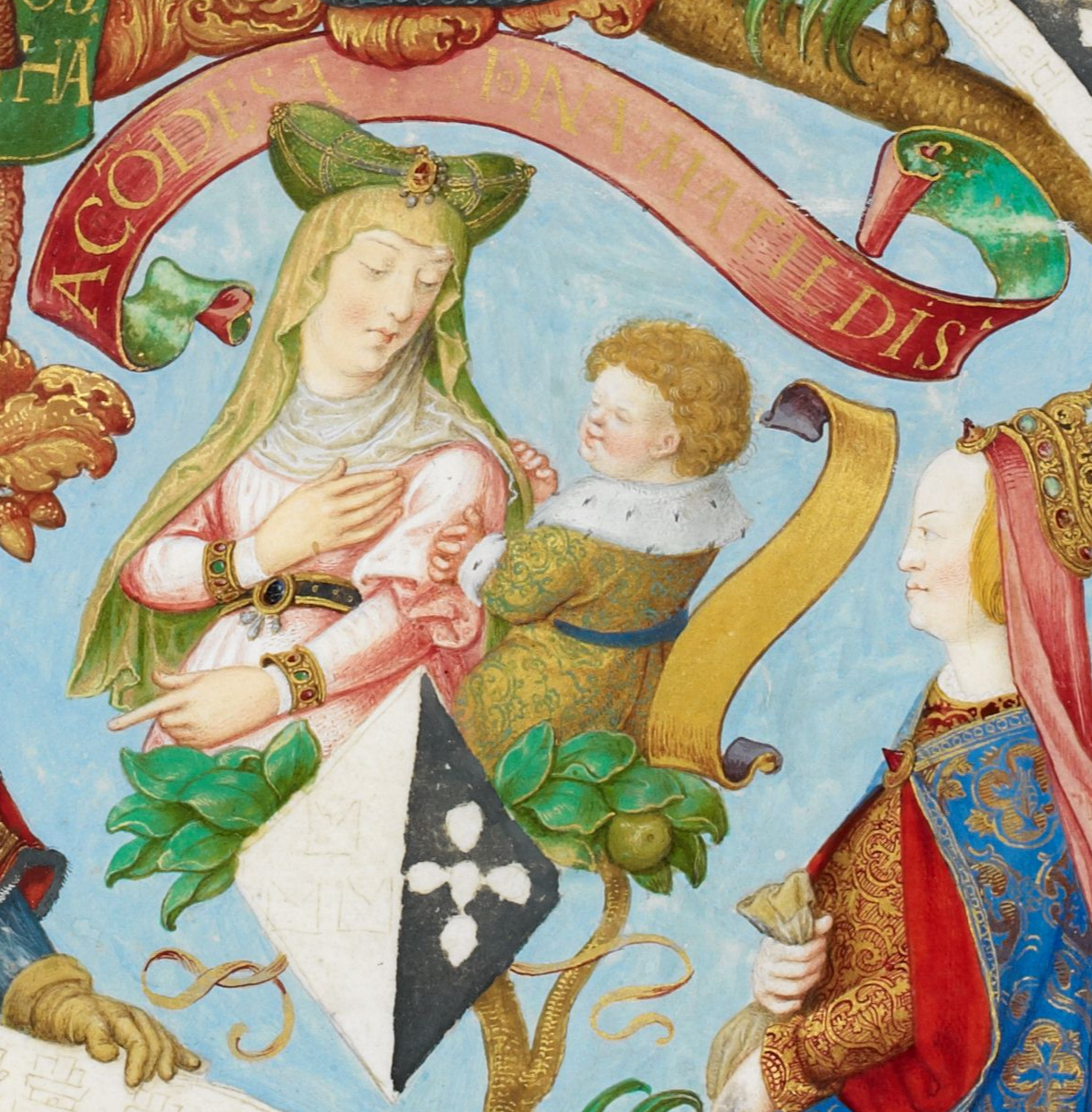
Matilde II de Boulogne, condesa de Boulogne por derecho propio y reina de Portugal por matrimonio con el rey Afonso III desde 1248 hasta su divorcio en 1253.

El condado de Boulogne estuvo, en principio, bajo la administración directa del rey de Francia, tras la muerte de este (1223), Felipe Hurepel pudo ejercer el poder. La paz supuso la prosperidad para el condado y Felipe hizo restaurar y mejorar las fortificaciones de la misma y mandó construir diversas plazas fuertes en el condado. Tras su fallecimiento, Blanca de Castilla, entonces regente de Francia, casó a Matilde con uno de sus sobrinos, Alfonso, futuro rey de Portugal (1219-1279), con quien no tuvo descendencia.
En 1237 el condado de Boulogne pasó al vasallaje del conde de Artois que lo cedió como patrimonio a Roberto I de Artois, hermano de San Luis. En 1253 Alfonso repudió a Matilde para casarse con Beatriz de Castilla, conservando, no obstante, el título de conde de Boulogne. En términos generales el reinado de la condesa Matilde fue considerado, por parte del Boulonnais, como un período de paz y prosperidad.

## Muerte
Matilde murió en enero de 1259. Había tenido dos hijos, uno de ellos murió y el otro renunció a todos sus feudos para irse a Inglaterra. Su sucesión se disputó entre cuatro pretendientes: 
- una rama naciente de la familia Dammartin, que ya había recibido el condado de Aumale tras el fallecimiento de Felipe Hurepel;
- Enrique III de Brabante, nieto de Matilde de Alsacia,
- la hermana menor de Ida de Lorena, Adélaïde de Brabante, única hija de Mahaut de Alsacia, y
- el rey de Francia en tanto que sobrino de Felipe Hurepel.

Finalmente el Parlamento de París se pronunció, en 1262, a favor de Adélaïde de Brabante, viuda de Guillermo X de Clermont, conde de Auvernia.